# Jaafar Jackson
Jaafar Jeremiah Jackson (Los Angeles, 25 juli 1996) is een Amerikaans zanger, danser en acteur. Hij is de zoon van Jermaine Jackson en de neef van Michael Jackson en Janet Jackson.

## Carrière

### Jeugd
Jaafar werd geboren in Los Angeles als de zoon van Jermaine Jackson en Alejandra Genevieve Oaziaza. Alejandra was eerder getrouwd met Jermaine's broer, Randy Jackson. Jaafar begon op twaalfjarige leeftijd met dansen en zingen, maar had zijn zinnen gezet op een carrière als professioneel golfer. Jaafar speelt onder andere vloeiend piano en had hier zijn eigen technieken voor. Toen Jaafar dertien was, deden de politie en de kinderbescherming uit Los Angeles een inval nadat hij online een taser had gekocht. Daarnaast had Jaafar op jonge leeftijd erg veel interesse in kunst, tekenen, reizen en heeft een grote liefde voor voor mode. 

### Zang en acteurscarrière
Jaafar heeft in het verleden nummers van Sam Cooke en Marvin Gaye gecoverd. In 2017 maakte hij zijn podiumdebuut, waarbij hij samen met zijn vader Jermaine en broer Jermajesty live "The Christmas Song" zong. Dit optreden vond plaats met het Metropole Orkest tijdens MAX Proms in de Jaarbeurs in Utrecht. In 2019 bracht Jaafar zijn debuutsingle "Got Me Singing" uit en was hij betrokken bij Jackson-gerelateerde projecten, waaronder The Jacksons: Next Generation en de muziekvideo "Love One Another" van oom Tito Jackson in 2021.
Kort daarna werd aangekondigd dat Antoine Fuqua een biopic zou regisseren over Michael Jackson. Na een tweejarig castingproces werd Jaafar gekozen voor de hoofdrol van zijn oom Michael Jackson. De film zal worden gedistribueerd door Lionsgate in Amerika en Universal in de rest van de wereld. Katherine Jackson, de moeder van Michael, keurde de casting van Jaafar goed en verklaarde dat hij haar zoon "belichaamt". Jaafar deelde op zijn persoonlijke Instagram-account dat hij "vereerd en nederig" was om voor de rol te worden gecast. De opnames van de film gingen van start op 22 januari 2024 in Los Angeles, Californië. Kort daarna verscheen online beeldmateriaal van Jaafar in zijn rol, nadat dit eerder was uitgelekt.

## Privéleven
Jaafar heeft een broer, Jermajesty Jackson, en een aantal stiefbroers en -zussen uit eerdere relaties van zijn ouders. Jaafar zegt zelf dat hij geïnspireerd is door zijn muzikale familie en met name zijn oom Michael Jackson, die een groot voorbeeld voor hem is. Daarnaast haalt hij inspiratie uit artiesten zoals Bruno Mars, Frank Sinatra en Stevie Wonder. Jaafar zijn moeder is van Colombiaanse afkomst, wat betekent dat hij ook Colombiaanse roots heeft.